# Bobby Morrow
Bobby Joe Morrow (* 15. Oktober 1935 in Harlingen, Texas; † 30. Mai 2020 in San Benito, Texas) war ein US-amerikanischer Leichtathlet. Er gewann 1956 in Melbourne drei olympische Goldmedaillen im Sprint.

## Karriere
Im Frühjahr 1956, im Alter von 20 Jahren, stellte Bobby Joe Morrow den 20 Jahre alten Weltrekord im 100-Meter-Lauf von 10,2 s ein. Dies gelang ihm auch im Vorlauf der AAU-Meisterschaften in Bakersfield. In 10,3 s gewann er dann auch den Endlauf vor Leamon King und Thane Baker.
Eine Woche später bei den US-amerikanischen Olympiaausscheidungen 1956 in Los Angeles liefen im Vorlauf Ira Murchison und Baker 10,2 s, fünf Minuten später gewann Morrow seinen Vorlauf ebenfalls in 10,2 s. Morrow, Murchison und Baker qualifizierten sich dann im Endlauf auch für die Olympischen Spiele. Leamon King als Vierter sollte das Trio für die 4-mal-100-Meter-Staffel ergänzen. Morrow gewann einen Tag später auch die Olympiaqualifikation für den 200-Meter-Lauf in 20,6 s vor Walter Thane Baker und dem Olympiasieger von 1952 Andy Stanfield. Mit 20,6 s stellte Morrow auch hier den Weltrekord ein; diese Leistung wurde aber nie als Weltrekord anerkannt.
Am 3. August 1956 unterbot Willie Williams in Berlin mit 10,1 s den Weltrekord von Jesse Owens. Ira Murchison und Leamon King stellten den Rekord im Lauf des Jahres ein.
Die Olympischen Spiele 1956 fanden Ende November bis Anfang Dezember in Melbourne statt. Über 100 Meter war nach den Weltrekorden eigentlich Ira Murchison favorisiert, aber Morrow siegte in jedem seiner vier Läufe sicher und gewann in 10,5 s Gold vor Baker und dem Australier Hector Hogan, während Murchison nur Vierter wurde. Über 200 Meter gewann Morrow Vorlauf und Zwischenlauf, unterlag aber im Halbfinale Walter Thane Baker. Im Finale stellte Bobby Morrow den Weltrekord mit 20,6 s ein und gewann deutlich vor Stanfield und Baker. Am Schlusstag gewann die Staffel mit Murchison, King, Baker und Morrow dann in neuer Weltrekordzeit von 39,5 s vor der deutschen Staffel.
Unmittelbar im Anschluss an die Spiele liefen King, Stanfield, Baker und Morrow in Sydney noch einen Weltrekord über 4-mal 220 Yards. 1957 stellte Morrow auch den Weltrekord über 100 Yards von 9,3 s ein. Morrow gewann 1958 noch einmal bei den AAU-Meisterschaften. Nachdem er sich nicht für die Olympischen Spiele 1960 hatte qualifizieren können, beendete er seine Laufbahn.

## Würdigung
Bobby Morrow wurde für seine drei Olympiasiege 1956 zum US-amerikanischen Sportler des Jahres gewählt. Er war der erste Sprinter nach Jesse Owens 1936, dem bei Olympischen Spielen der Doppelsieg über beide Sprintstrecken gelang, nach ihm gelang dies erst wieder 1972 Walerij Borsow. Der mit einer Körpergröße von 1,86 m und einem Wettkampfgewicht von 75 kg für einen Sprinter damals recht kräftige Morrow hat zwar auf Einzelstrecken keinen neuen Weltrekord aufgestellt, gewann aber alle wichtigen Wettkämpfe. Neben seinen Olympiasiegen und dem AAU-Titel 1956 gewann er auch bei den AAU-Meisterschaften über 100 Yards 1955 und 1958 sowie den Titel über 220 Yards 1958. 
Der amerikanische Sporthistoriker Bill Mallon bezeichnet Bobby Morrow 1984 als den „unfraglich größten weißen Sprinter aller Zeiten“. Natürlich ist es schwer, Bobby Morrows Erfolge mit den Leistungen eines Archie Hahn oder Percy Williams vor ihm oder eines Walerij Borsow oder Pietro Mennea nach ihm zu vergleichen. Aber wenn Mallons Aussage bis 1984 gilt, dann gilt sie auch bis heute, denn seit Mennea war kein weißer Sprinter mehr weltbester Sprinter seiner Zeit.

## Offiziell anerkannte Weltrekorde
- 100 Yards: 9,3 s eingestellt am 14. Juni 1957 in Austin
- 100 Meter: 10,2 s eingestellt am 19. Mai 1956 in Houston
- 100 Meter: 10,2 s eingestellt am 22. Juni 1956 in Bakersfield
- 100 Meter: 10,2 s eingestellt am 29. Juni 1956 in Los Angeles
- 200 Meter: 20,6 s eingestellt am 27. November 1956 in Melbourne
- 4 × 100 Meter: 39,5 s am 1. Dezember 1956 in Melbourne mit Ira Murchison, Leamon King, Walter Thane Baker und Bobby Morrow (USA-Staffel)
- 4 × 110 Yards: 39,9 s am 11. Mai 1957 in Fresno mit Waymond Griggs, William Woodhouse, James Segrest und Bobby Morrow (Staffel des Abilene Christian College)
- 4 × 110 Yards: 39,7 s am 31. Mai 1958 in Modesto mit Waymond Griggs, William Woodhouse, James Segrest und Bobby Morrow (Staffel des Abilene Christian College)
- 4 × 220 Yards: 1:24,0 min am 26. Mai 1956 in Modesto mit Don Conder, William Woodhouse, James Segrest und Bobby Morrow (Staffel des Abilene Christian College)
- 4 × 220 Yards: 1:23,8 min am 5. Dezember 1956 mit Leamon King, Andy Stanfield, Walter Thane Baker und Bobby Morrow (USA-Staffel)
- 4 × 220 Yards: 1:22,6 min am 31. Mai 1958 in Modesto mit William Woodhouse, James Segrest, George Peterson und Bobby Morrow (Staffel des Abilene Christian College)